# Guillermo Cano Isaza
Guillermo Cano Isaza (Bogotá, 12 de agosto de 1925 - Bogotá, 17 de diciembre de 1986) fue un periodista, escritor, columnista y empresario de medios colombiano. 
Cano fue director del periódico El Espectador entre 1950 hasta 1986, éste el segundo diario más importante de su país y el más antiguo en circulación, que era propiedad de su familia. Fue el fundador del Magazín Dominical, secretario de dirección, codirector, con Gabriel Cano, y director de El Espectador. En 1986 recibió el Premio Nacional de Periodismo CPB en la modalidad de prensa, por su columna dominical "Libreta de Apuntes Archivado el 18 de enero de 2017 en Wayback Machine.", cuya variedad temática iba desde los recuerdos de personajes de la vida nacional, hasta comentarios críticos acerca de los problemas del país. Fue aficionado al fútbol e hincha de Independiente Santa Fe. 
Hombre de valores y principios, Cano protagonizó enfrentamientos con importantes personalidades del país, a raíz de sus investigaciones periodísticas y el apoyo que su periódico prestó a algunas causas políticas y sociales afines al liberalismo, como sería el caso de la guerra contra el narcotráfico del ministro Rodrigo Lara Bonilla, el senador Luis Carlos Galán y el coronel de la policía Jaime Ramírez; así como el escándalo de autopréstamos de la familia Michelsen y su conglomerado Grupo Grancolombiano. Fue asesinado por sicarios a sueldo de Pablo Escobar, por su feroz persecución a los narcotraficantes del Cartel de Medellín, a quienes venía exponiendo a la luz pública desde 1983.

## Biografía
Guillermo Cano Isaza nació en Bogotá, el 12 de agosto de 1925, en el seno de una familia librepensadora de periodistas. En su temprana juventud se vinculó a la redacción de El Espectador como cronista taurino, deportivo, hípico, cultural y político, recién egresado del Gimnasio Moderno, en 1942.
Fue enviado especial a los Juegos Olímpicos de Múnich en 1972, y en notas especiales escribió acerca de lo ocurrido en el "Septiembre Negro", aunque esto no fue muy relevante.

### Años 80

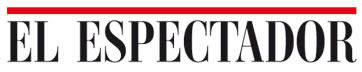
Logo de El Espectador

En 1980 le fue otorgado el Premio Simón Bolívar a la vida y obra de un periodista. Con motivo del centenario del nacimiento de don Fidel Cano, fundador de El Espectador, escribió "El abuelo que no conocí" Archivado el 18 de enero de 2017 en Wayback Machine., y para la conmemoración del 90 aniversario de El Espectador, escribió "Posdata a la autobiografía de un periódico", páginas donde se integran el escritor sensible y el periodista veterano.
En sus columnas denunció públicamente los delitos financieros cometidos por el Grupo Grancolombiano en cabeza de Jaime Michelsen Uribe. Pese a que el grupo en protesta retiró la pauta publicitaria del diario, Cano aun denunció al Grupo que fue finalmente intervenido por el gobierno nacional.
Sin embargo, el verdadero martirio de Cano se da, paralelamente a las denuncias contra el Grupo Grancolombiano, cuando en 1982 Pablo Escobar, en ese momento representante suplente de Jairo Ortega, toma posesión de su cargo en el Congreso de la República.

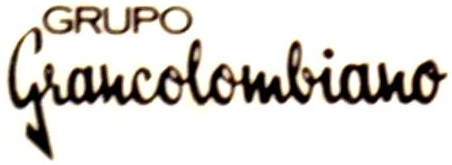
Logo del grupo Grancolombiano

Tras las denuncias del ministro de justicia Rodrigo Lara Bonilla, y cuando Escobar y Ortega le hacen celada a Lara de un supuesto cheque por parte del narcotraficante Evaristo Porras a su campaña al senado, una fuente advirtió al editor judicial de El Espectador Luis de Castro, que el periódico alguna vez publicó antecedentes de Escobar en el narcotráfico.
Guillermo Cano (quien presentía reconocer a Escobar de antes) junto a María Jimena Duzán y otro periodista se metieron a los desorganizados archivos del diario hasta que encontró la evidencia; el viernes 11 de junio de 1976, El Espectador había publicado una nota judicial que documentaba como seis narcotraficantes habían caído en Itagüí (Antioquia) con 39 libras de cocaína. Entre los detenidos estaba Pablo Escobar Gaviria y su primo Gustavo Gaviria Rivero. En la edición del 25 de agosto de 1983, El Espectador reprodujo la publicación de 1976, y documentó que el congresista Pablo Escobar sí tenía un pasado ligado al narcotráfico.

Dos meses después, el Congreso lo despojó de su inmunidad parlamentaria y el juez Gustavo Zuluaga Serna libró orden de captura en su contra, sindicándolo del asesinato de los dos agentes del DAS que siete años antes lo habían capturado.

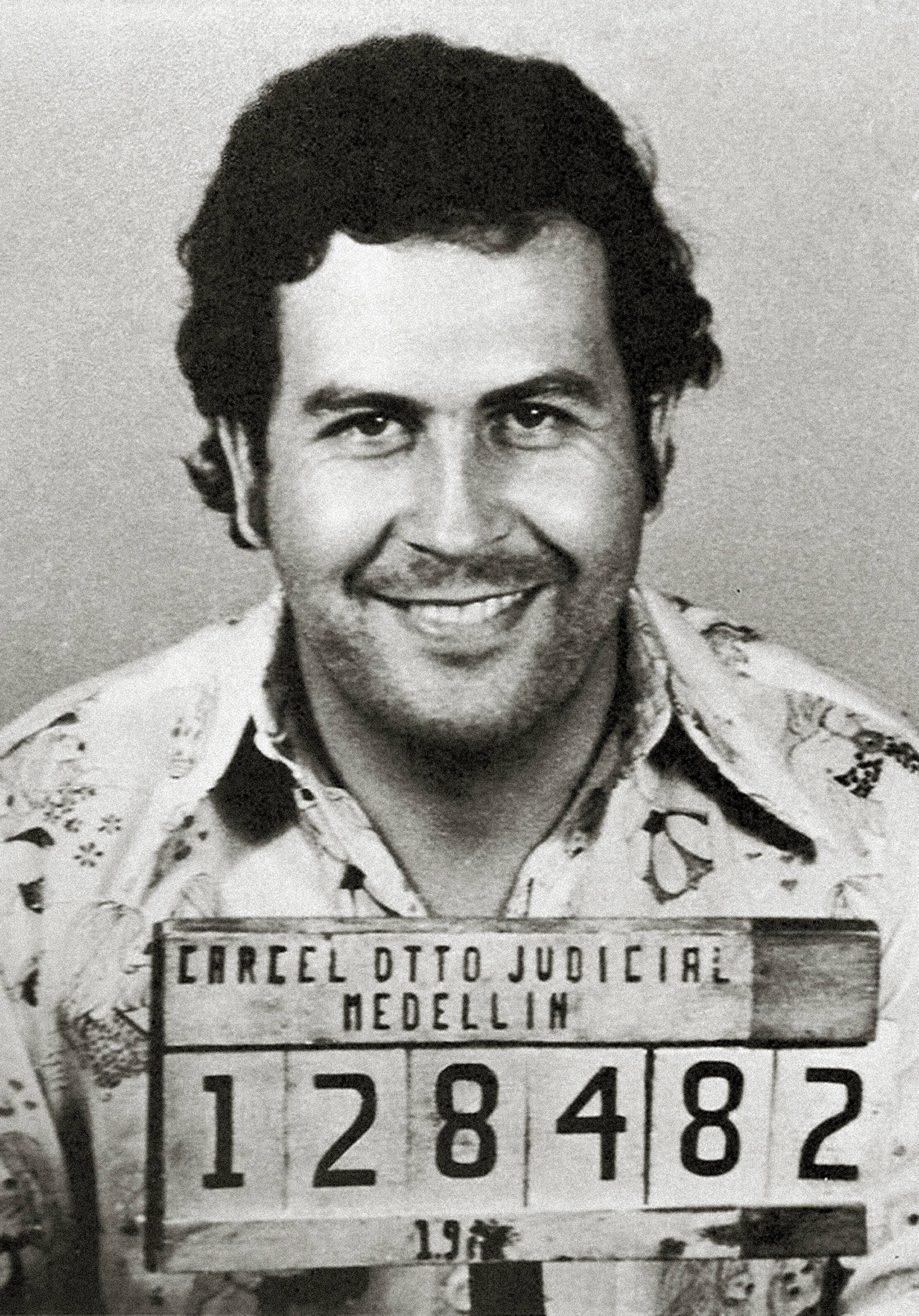
Foto de Escobar cuando fue capturado en 1976 por tráfico de cocaína y con la cual se hizo público en 1983, sus actividades ilícitas.

Desde entonces Cano denunció públicamente a Escobar y sus socios del Cartel de Medellín, de entre sus escritos en su columna Libreta de apuntes se destacó uno titulado "¿Dónde están que no los ven?":

Hace más de una semana que la Cámara de Representantes, a pesar de iniciales vacilaciones y dilaciones, levantó la presunta inmunidad parlamentaria que dizque protegía al individuo Pablo Escobar Gaviria, en mala hora elegido suplente a la Cámara Baja en papeleta con su protegido Jairo Ortega. El susodicho individuo Escobar Gaviria está sub júdice por narcotráfico y es sindicado por la justicia de Colombia como presunto autor intelectual, en unión de su primísimo Gustavo Gaviria, de la muerte violenta de dos agentes de seguridad al servicio de la República....Hace mucho más de un mes otro juez de la República dictó auto de detención y expidió la correspondiente boleta de captura contra otro individuo de las mismas calañas y las mismas mañas de los primos Escobar Gaviria, el narcotraficante Carlos Lehder, vinculado dentro y allende de nuestras fronteras al delito de comerciar con estupefacientes y de enriquecerse con esa abominable y punible profesión.

Su último editorial titulado "Se le aguó la fiesta a los mafiosos" (en clara alusión a la reactivación de la extradición pero por vía administrativa por parte del presidente Virgilio Barco) marcó su sentencia de muerte.
Fue asesinado al salir de la sede del periódico. Su crimen fue declarado en 2010 por la Fiscalía General de la Nación como delito de lesa humanidad, al hacer parte de “un plan sistemático y generalizado” que los narcotraficantes colombianos desarrollaron en aquel momento contra periodistas, líderes y dirigentes políticos que defendían la extradición; lo que significa que las investigaciones por este hecho no prescribirán.

### Asesinato
El miércoles 17 de diciembre de 1986, sicarios a órdenes de "Los Priscos", un grupo de criminales al servicio del Cartel de Medellín asesinaron frente a la sede del diario a su director Guillermo Cano Isaza. Los asesinos esperaron a que él hiciera un giro en U en la Avenida del Espectador, poco después de las 19:00. Uno de los maleantes, Jorge Elí Pabón alias 'El Negro', se acercó a la camioneta Subaru Leone Wagon Vino-tinto de placa AG 5000 que conducía Cano y le disparó en ocho ocasiones al pecho con una ametralladora.
Cano tenía 61 años al momento de su fallecimiento, 44 de los cuales había dedicado al periodismo en El Espectador. Hasta el día de hoy se considera que su asesinato sigue en la impunidad.

### Caso judicial
El 19 de marzo de 1989, fue asesinado el abogado de la familia Cano, Héctor Giraldo Gálvez en Bogotá, por sicarios del Cartel de Medellín.
En un fallo de octubre de 1995, nueve años después del asesinato, María Ofelia Saldarriaga, Pablo Enrique Zamora, Carlos Martínez Hernández y Luis Carlos Molina Yepes fueron encontrados culpables de conspiración para cometer el crimen y sentenciados a 16 años y 8 meses de cárcel. Sin embargo, en otra sentencia del 30 de julio de 1996, el Tribunal Superior de Bogotá revocó el fallo, absolviéndolos a todos de cargos en el crimen, a excepción de Molina Yepes, que fue el único condenado y quien había sido recién capturado el 18 de febrero de 1997. Con anterioridad habían sido considerados autores intelectuales Pablo Escobar, Evaristo Porras, Gonzalo Rodríguez Gacha y el mismo Molina Yepes, todos ellos capos del Cartel de Medellín.
Según un informe aparecido en diciembre de 2007 en El Espectador, después de la muerte de Pablo Escobar, en 1993, algunos de los sicarios que trabajaron para él, como John Jairo Velásquez Vásquez, alias Popeye, revelaron detalles de la participación de la organización del capo en este delito. Durante las investigaciones fueron asesinadas 12 personas, incluyendo a un magistrado, una juez y un abogado de la parte civil. La única persona que ha respondido judicialmente por el crimen es Luis Carlos Molina Yepes, quien pagó a los sicarios que asesinaron a Cano. Molina Yepes aparece dentro de la investigación vinculado a Carlos Alberto Gaviria Vélez, hermano de José Obdulio Gaviria, quien fue asesor presidencial de Álvaro Uribe Vélez y primo del extinto capo Pablo Escobar. Molina Yepes purgó solamente seis años de cárcel. Estas revelaciones provocaron la renuncia del embajador en Londres y exministro Carlos Medellín, quien está casado con una de las hijas de Cano.
Décadas más tarde, alias Popeye, quien era pagador de los dineros a Los Priscos, y coordinador de sus actividades tras la muerte de Pinina, contó que el asesinato de Cano Isaza lo llevó a cabo personalmente Jorge Pabón alias El Negro, máximo jefe sicarial de Pablo Escobar en Bogotá, y que fue un operativo particularmente fácil. El esclarecimiento se hizo en el marco de la falsa vinculación a un ciudadano de apellido Tobón, quienes otras autoridades ejecutivas y judiciales señalaban de haber sido el autor material, de acuerdo a investigaciones adelantadas, alias Popeye presentó una fotografía en la que aparece departiendo con alias El Negro Pabón y alias El Arete, y que fue Pabón quien realizó el homicidio debido a que era el hombre de más alto rango que Escobar tenía y su furia en contra del director del periódico El Espectador así lo ameritaba. La Policía identificó que quien había perpetrado el crimen era un Tal Jorge Tobón o Pabón y por ello procedió a incriminar a un ciudadano de apellido Tobón que nada tenía que ver y que sólo tenía un apellido parecido. Pabón era un asesino de Escobar y por él se inició la guerra contra el llamado Cartel de Cali. alias Otto y alias Popeye confirmaron que el autor material era Jorge Elí Pabón y no Jorge Argiro Tobón. Al final, Jorge Tobón demostró su inocencia y puesto en libertad mientras que Jorge Pabón no pudo ser procesado ya que fue asesinado en 1988 por el cartel de Cali.

## Familia

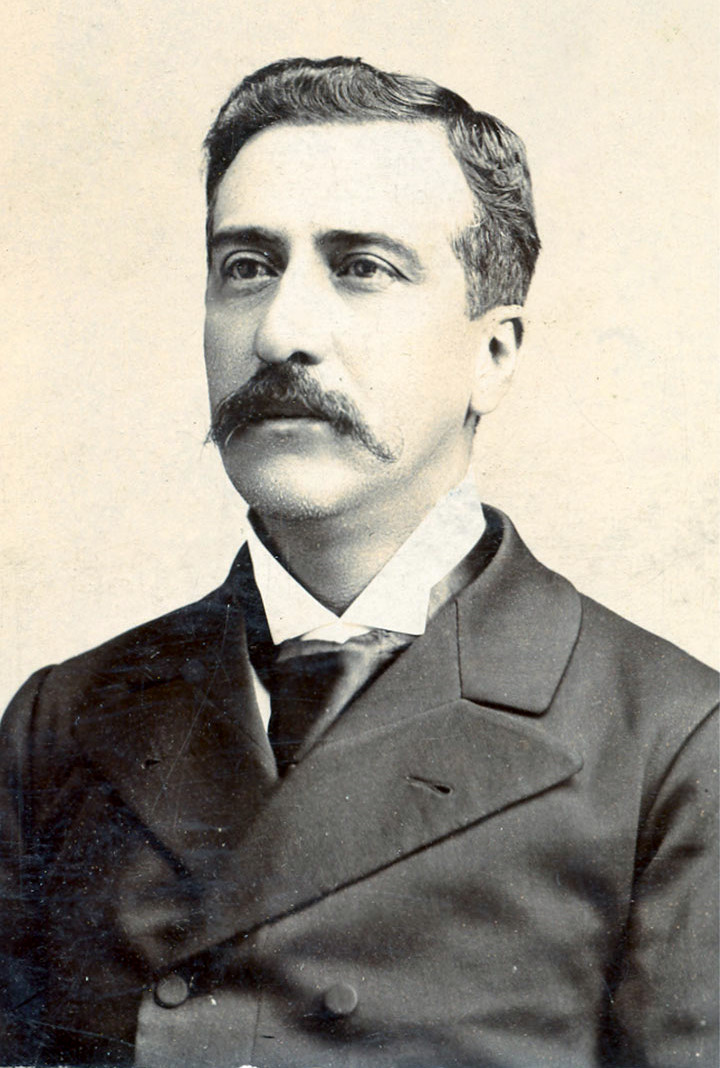
Su abuelo, Fidel Cano, fundador del periódico de su familia.

Guillermo Cano Isaza era miembro de una familia de la aristocracia bogotana de orígenes antioqueños. Sus padres eran el periodista Gabriel Cano Villegas, y Luz Isaza Restrepo, siendo sus hermanos Luis Gabriel Cano Isaza, Alfonso y Fidel Cano Isaza, quienes también eran periodistas y que eran conocidos junto a Guillermo como Los cuatro ases de El Espectador.
Su padre era hijo del periodista y fundador del periódico familiar, Fidel Cano Gutiérrez, quien fue ministro del tesoro del presidente pro tempore Jorge Holguín Mallarino, en 1909; su madre era María Elena de Jesús Villegas Botero. Su padre era hermano del también periodista y político liberal Luis Cano Villegas, quien estaba casado con una de las hermanas de Luis y Agustín Nieto Caballero, influyentes literatos y cofundadores de Gimnasio Moderno junto a Daniel Samper Ortega. Los Nieto eran primos de los hermanos Eduardo y Lucas Caballero Calderón, y de la periodista Cecilia Caballero Blanco, esposa del expresidente Alfonso López Michelsen.
Su hermano Fidel fue el padre del periodista Fidel Cano Correa, quien es el actual director del diario familiar. Una de sus primas era la también periodista Elena "Nena" Cano Nieto.

### Matrimonio y descendencia
Guillermo contrajo matrimonio con la periodista española Ana María Busquets Nel·lo, con quien tuvo a sus hijos Juan Guillermo, Fernando, Ana María, María José y Camilo Cano Busquets.

## Homenajes

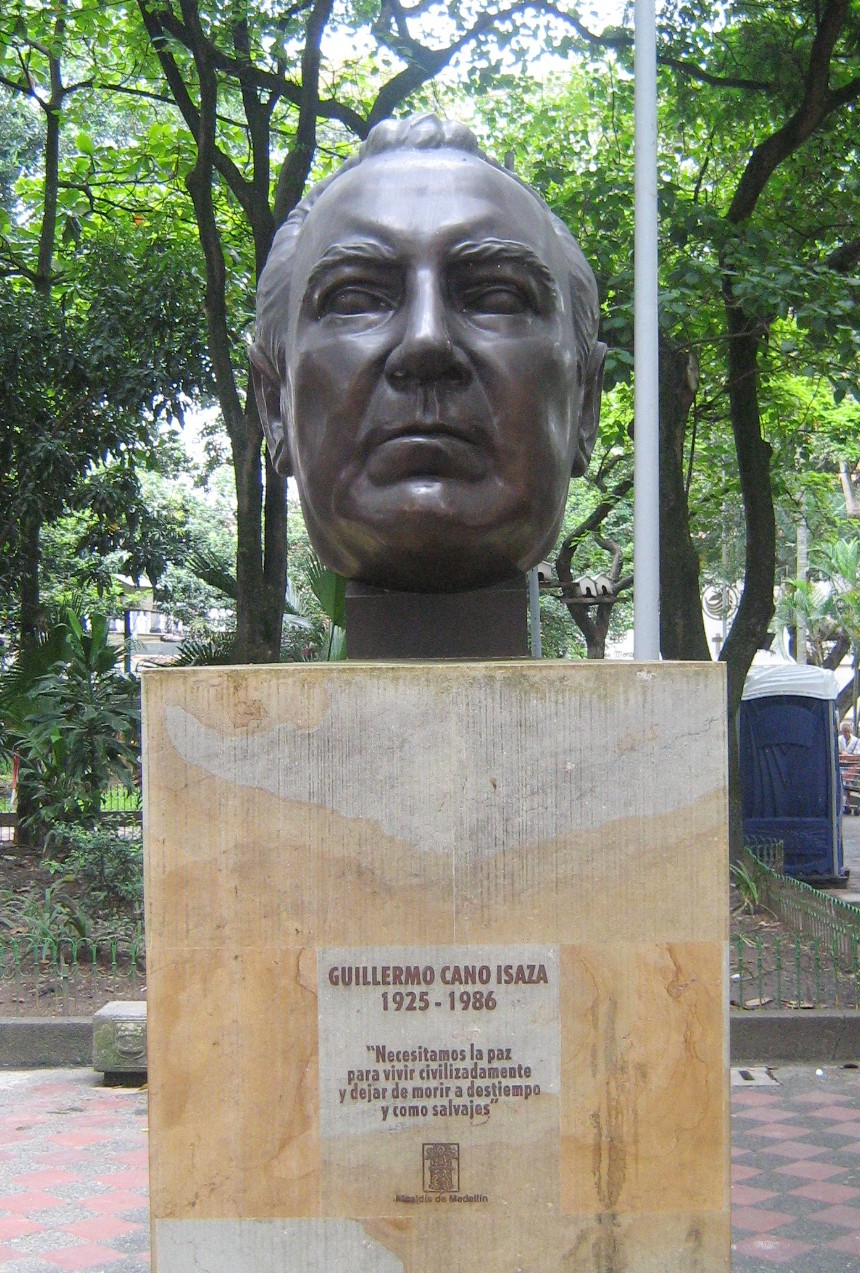
Busto de Guillermo Cano Isaza obra de Rodrigo Arenas Betancur, ubicado en el parque de Bolivar, Medellín. Colombia

Un día después del asesinato de su director, El Espectador tituló en primera plana Seguimos adelante, que se convertiría en la constante durante todos los años siguientes.
En su honor, la Unesco instituyó el Premio Mundial de la Libertad de Prensa Unesco - Guillermo Cano, por:

Su largo compromiso con la diversidad de opinión y las circunstancias de su muerte - él había pedido que se aprobaran medidas contra los traficantes de drogas - simbolizan el precio pagado por los periodistas de todo el mundo con respecto a la violencia.
Original: His career-long commitment to diversity of opinion and the circumstances of his death - he had called for firm measures to be applied against drug traffickers - symbolise the price paid by journalists throughout the world to violence.

Con la muerte de Guillermo Cano o, en un hecho sin precedentes, los diarios El País, de Cali; El Colombiano, de Medellín; El Heraldo, de Barranquilla; y El Tiempo y El Espectador, de Bogotá, entre otros, ofrecieron sus unidades de investigación periodística para conformar un equipo de trabajo que conjuntamente denunciara a quienes estaban detrás del negocio de las drogas, la cual se denominó El Frente Unido. 
Desde dichos medios se realizaron informes conjuntos para denunciar los actos de terrorismo y la mafia del narcotráfico que había infiltrado los estamentos políticos. A pesar de la fuerza con que empezó en 1988, se desmoronó la alianza tras las reiteradas amenazas a miembros de la misma.
Ese día, Ana María Busquets de Cano, viuda de Guillermo Cano, y los miembros de la junta directiva del Círculo de Periodistas de Bogotá, con la compañía de comunicadores, sindicalistas, estudiantes, empresarios y empleados, convocaron la marcha del silencio, para exigir libertad de prensa y de expresión en Colombia. Así se describe este hecho:

"Desde los primeros minutos de la muerte de Cano, Yamid Amat, quien dirigía el sistema de noticias de Caracol Radio; Juan Gossaín, de RCN, y Jaime Zamora Marín, director de la desaparecida cadena Sutatenza, lideraron la “cadena de la solidaridad”: una transmisión conjunta sobre las repercusiones del magnicidio. Las estaciones radiales se enlazaron y a las 11:00 de la noche del jueves 18 de diciembre, una hora antes del inicio de la Jornada del Silencio, RCN, Caracol, Todelar, Grupo Radial Colombiano, Súper, Sutatenza y Melodía, emitieron en conjunto un programa especial, que se abrió con el Himno Nacional de Colombia. Surgió, sin que nadie lo hubiese previsto, un bloque de medios en el que el gremio periodístico actuaba unido. La estatal Inravisión, hoy extinta, a través de uno de sus canales, se unió a la iniciativa y presentó una entrevista que Cecilia Orozco Tascón hizo a Guillermo Cano 24 horas antes de su asesinato. “Uno sabe cuándo sale de la casa, pero no sabe cuándo llegará”, había dicho el director de El Espectador. Amat y Gossaín hicieron una remembranza de la vida y obra de Guillermo Cano. Cinco minutos antes de la media noche del viernes 19 de diciembre, las cadenas despidieron su programación y la última frase que se escuchó fue: “La patria que buscamos es una patria buena”.
En Directo. Unisabana. Tatiana Guerrero Suárez, Sub editora En Directo

Méritos recibidos
- En 1987, como homenaje póstumo recibió el Premio María Moors Cabot a la contribución del periodismo interamericano.
- Recibió el Premio Nacional de Periodismo de Colombia, en 1986, por sus artículos contra el narcotráfico Archivado el 18 de enero de 2017 en Wayback Machine. y en apoyo al tratado de extradición.
- Recibió en homenaje póstumo la medalla “Rodrigo Lara Bonilla” Categoría Oro por su decidida contribución al desarrollo regional y el International Press Service de Naciones Unidas.
- Ganó además el Premio Postobón de Periodismo Deportivo, en 1988, por sus crónicas en El Espectador y la medalla de la Cruz Roja Internacional.

Colegio CEDID Guillermo Cano Isaza
Es una escuela de primaria y secundaria de 2 jornadas mañana y tarde fundada en febrero de 1987, ubicada en la Cra. 16a #62 - 35 Sur, Tunjuelito, Bogotá.
Fundación Guillermo Cano
El 17 de diciembre de 1996, al conmemorarse el décimo aniversario del asesinato del periodista, sus descendientes crearon una fundación sin ánimo de lucro Archivado el 18 de enero de 2017 en Wayback Machine. que lleva su nombre, con el objeto de "trabajar en la defensa y la promoción de la libertad de prensa en el mundo así como en la mejora de la calidad del periodismo".
La fundación, con sede en Bogotá, se propone lo siguiente:
- Continuar la tarea truncada con el asesinato de Guillermo Cano Isaza y hacer que su obra, comprometida con la paz y la libertad de expresión, se propague por el mundo.
- Fomentar y divulgar trabajos que propicien la manera de entender el periodismo que fue propia de Guillermo Cano Isaza durante su ejercicio profesional. Así mismo, establecer reconocimientos en este sentido.
- Apoyar a los periodistas que se vean amenazados en el ejercicio de su profesión y por sus acciones en defensa de la libertad de expresión, así como a sus familias.
- Crear líneas de investigación y publicaciones especializadas en el área de la comunicación, específicamente del periodismo.

La fundación fue un pilar fundamental en la consecución de la Resolución 29, "Condena a la violencia contra los periodistas", aprobada por la Asamblea General de Naciones Unidas.